# Sprengelia incarnata
Sprengelia incarnata är en ljungväxtart som beskrevs av James Edward Smith. Sprengelia incarnata ingår i släktet Sprengelia och familjen ljungväxter. Inga underarter finns listade i Catalogue of Life.

## Bildgalleri

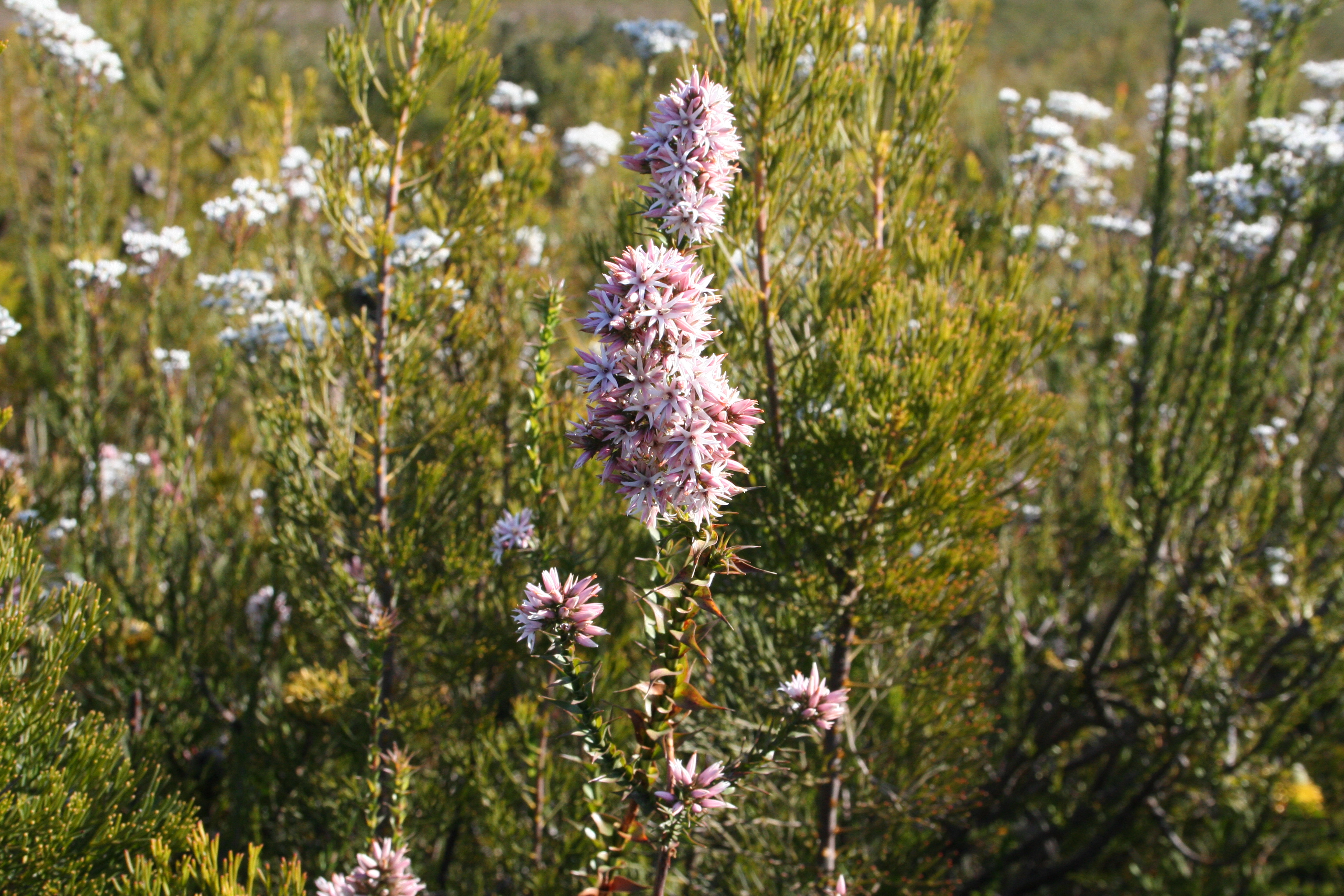
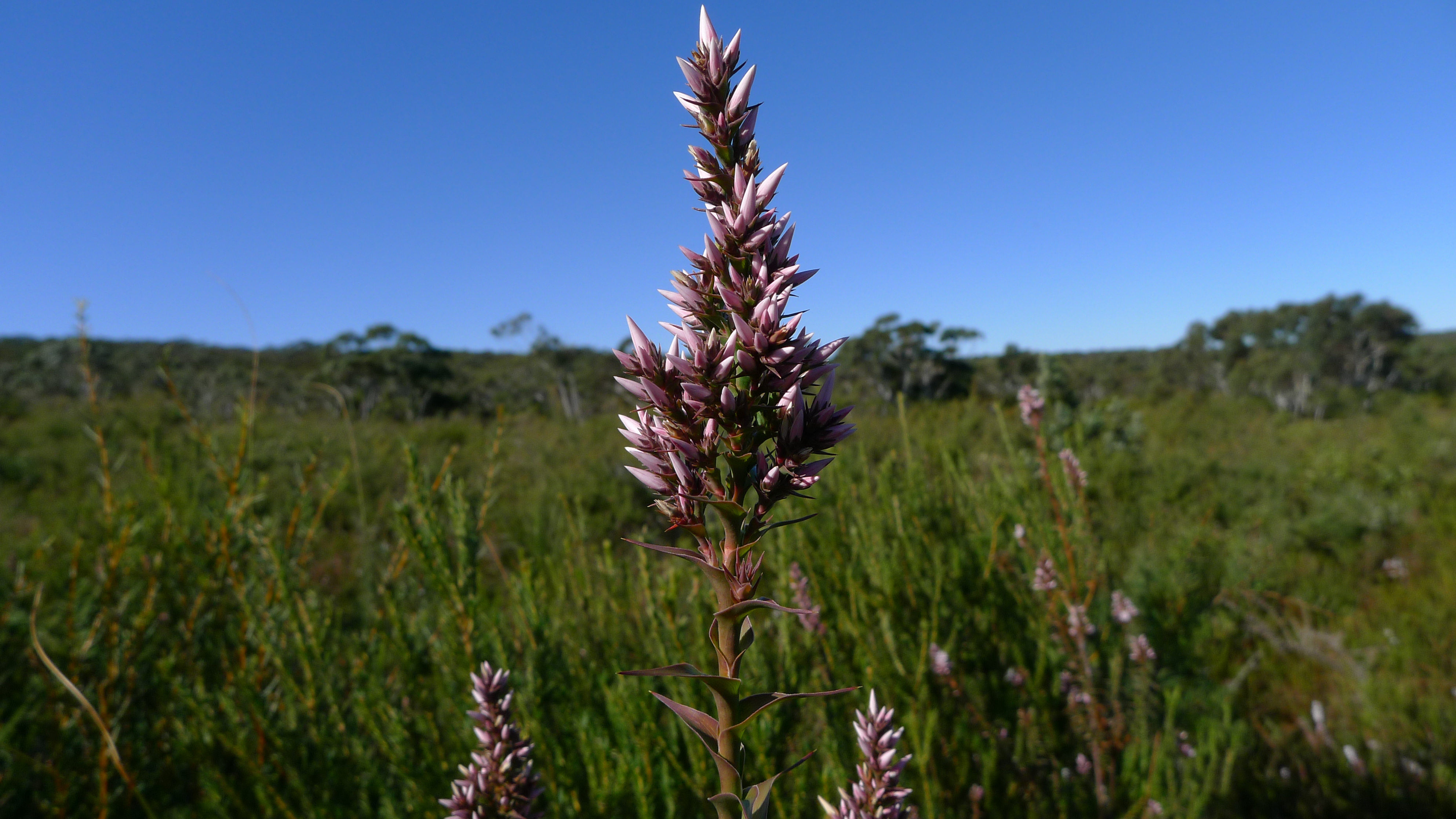
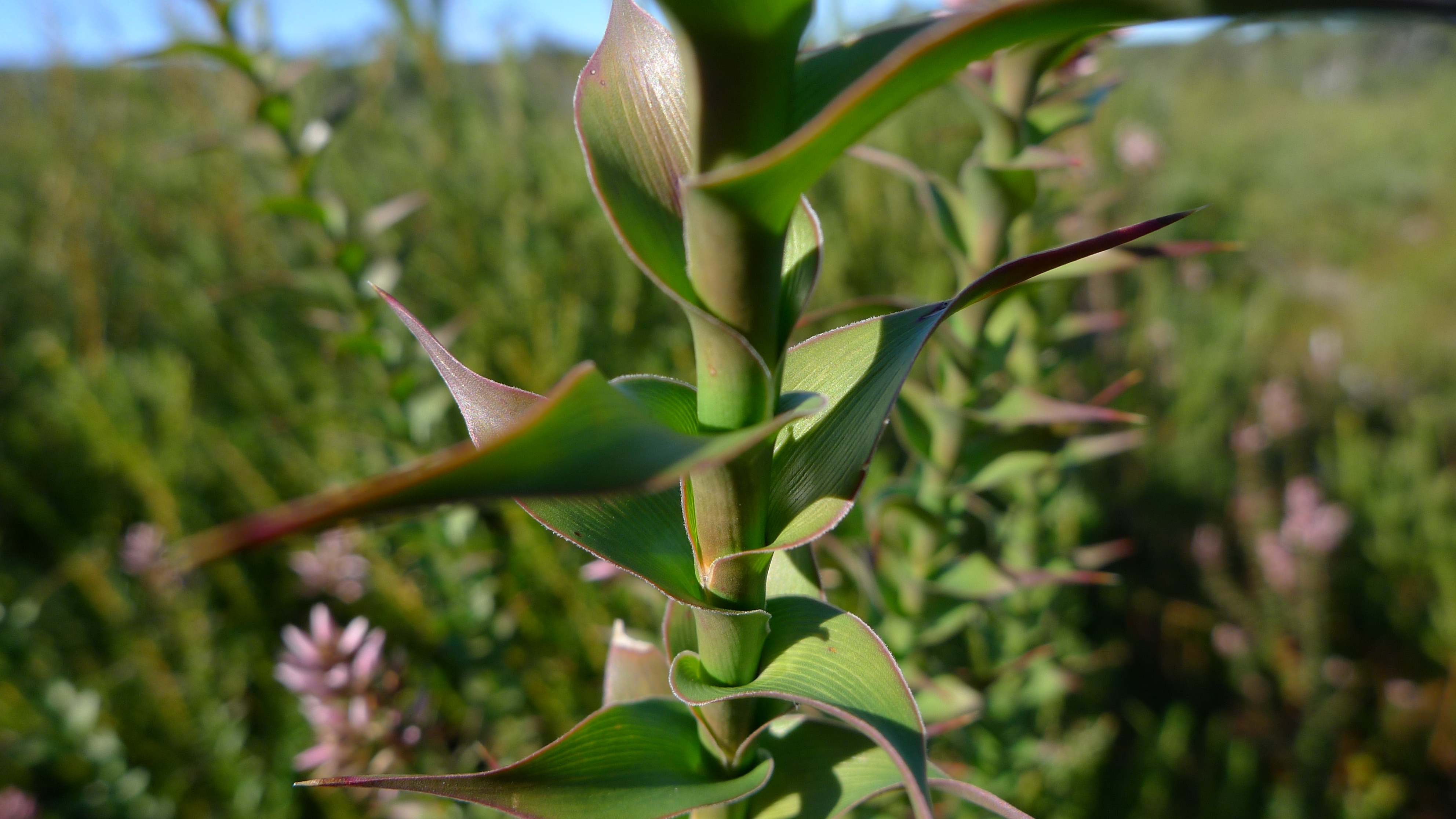